# Rebelión de los Pilotos
La Rebelión de los Pilotos fue un levantamiento militar llevado a cabo por seis miembros de la Aviación Militar Dominicana el 19 de noviembre de 1961 que puso fin a los 31 años de tiranía trujillista al provocar la salida definitiva del país de la familia Trujillo. El complot impidió que Ramfis Trujillo, José Arismendy (Petán) y Héctor Trujillo retornaran al poder y reeditaran el régimen que encabezó su padre Rafael Leónidas Trujillo. 
Este hecho marca el final de una de las dictaduras más sangrientas del siglo XX y el inicio de la democracia en la República Dominicana, evitando que desapareciera la clase política opositora al régimen trujillista.

## Antecedentes
En la noche del 30 de mayo de 1961, Juan Tomás Díaz, su hermano Modesto Díaz, Antonio de la Maza, Antonio Imbert Barrera, Salvador Estrella Sadhalá, Amado García Guerrero, Huáscar Tejeda, Pedro Livio Cedeño, Luis Amiama Tio, Luis Manuel Cáceres Michel y Roberto Pastoriza Neret asesinaron al dictador Rafael Leónidas Trujillo en un complot apoyado por la CIA. 
Con la muerte de Trujillo, la dictadura fue debilitandose día por día, pero por la mayor parte el régimen siguió vivo, gracias a la mano dura de Ramfis Trujillo, el apoyo de la mayoría del ejército y la colaboración de Joaquín Balaguer, aunque este concedió algunas libertades civiles y suavizó la fuerte censura de la prensa, mayormente en contra de la voluntad de los Trujillo. Durante los 5 meses y 19 días después del asesinato de Trujillo, Ramfis lanzó fuertes represalias contra todos sus opositores políticos y todos los que fueran sospechados de participar en el complot de matar a su padre fueron lanzados a prisión y torturados. Tres de los asesinos fueron acribillados entre el 30 de mayo y el 10 de junio de 1961, y el general José Román (alías "Pupo"), jefe de las Fuerzas Armadas, fue apresado al conocerse su involucramiento en el complot. Este duró preso 4 meses hasta ser fusilado por órdenes de Ramfis el 12 de octubre de 1961. 
Del grupo de ajusticiadores de Trujillo solo sobrevivieron el general Imbert Barrera y Luis Amiama Tio; los demás fueron asesinados por Ramfis y el SIM. El 18 de noviembre de 1961, Ramfis asesinó a seis de los once ajusticiadores en la hacienda María, en San Cristóbal personalmente, disparándole a cada uno en la cabeza con su revólver.
En la noche de ese mismo día, Ramfis, sus tíos y el alto comando del ejército se reunió en la Base Aérea de San Isidro, y ahí planearon un golpe de estado para derrocar al presidente Balaguer, hacerse con el control del país, y asesinar a todos sus oponentes políticos, incluyendo a Balaguer. El plan fue llamado Operación Luz Verde.

## Rebelión
En la mañana del 19 de noviembre de 1961, la artillería y la escuadra de tanqueros de la Base Aérea de San Isidro fueron bombardeadas, al igual que otras instalaciones militares que siguieron leales a Trujillo como las fortalezas Mao, Puerto Plata y otras bases alrededor del país, especialmente en el Cibao. Estos ataques salieron exitosos, y los rebeldes lograron tomar muchas bases militares importantes alrededor del país.La rebelión evitó el golpe de Estado planeado por los hermanos del difunto dictador y Ramfis, al igual que la masacre de sus oponentes políticos (o sea, los líderes de la Unión Cívica y los del 14 de junio) y forzó a los remanentes de la familia a huir del país.
La insurrección fue ideada y ejecutada por los tenientes coroneles Manuel Durán Guzmán, ideólogo del complot, Raymundo Polanco Alegría, comandante del Escuadrón de Caza Ramfis, y Nelton González Pomares. Fue liderada por el general Pedro Rodríguez Echavarria, en ese momento comandante de la base aérea de Santiago y los oficiales superiores Pedro Santiago Rodríguez Echavarría (Chaguito) y Federico Fernández Smester.

## Integrantes del complot
Manuel Durán Guzmán nació el 28 de septiembre de 1924 en Villa Riva, San Francisco de Macoris. Estudio en el seminario jesuita Padre Fantino de Santo Cerro, luego incursionandose a la carrera militar en 1945. Fue el ideólogo de la conspiración. Su plan era ejecutar la conspiración en los meses siguientes a la muerte de Trujillo pero no pudo llevarla a cabo porque las fuerzas represivas eran muy fuertes y corrían el riesgo de ser denunciados.
Raymundo Polanco Alegría fue el primer contacto de Durán Guzmán. Compañero de graduación de Guzmán en 1948. Polanco-Alegría, de ascendencia almeriense, era el comandante del Escuadrón de Caza Ramfis. Fue uno de los grandes ases del aire de la Aviación Militar Dominicana. Luego del complot del 19 de noviembre, se retiró de la aviación militar y fue designado como agregado militar en Europa. Al retornar a su país, funda la empresa Aeromar Cargo y deja un extenso legado en el ámbito de la aviación comercial.
Nelton González Pomares fue otro de los primeros contactos de Durán Guzmán. Era el comandante del Grupo de Caza y Bombarderos. Finalizada la gesta fue designado como agregado militar a Washington y más tarde fue director de Dominicana de Aviación.
Federico Fernández Smester, junto a González Pomares, encabezó el ataque a la base de San Isidro. Durante los años 50, había sido el fundador y director de la primera escuadrilla aérea acrobática del país.
Pedro Rafael Rodríguez Echavarría, general de brigada, comandante de la Base Aérea de Santiago, convencido por Durán Guzmán a liderear el complot por su dote de mando, prestigio y relación con otros jefes militares y algunos políticos de la época. Apoyo a Balaguer en la creación del primer Consejo de Estado. Se dice que a pedidos del presidente John F. Kennedy, fue nombrado el 22 de noviembre secretario de Estado de las Fuerzas Armadas y a su hermano Pedro Santiago Rodríguez Echavarría como jefe de Estado Mayor de la Fuerza Aérea Dominicana. Pedro Santiago Rodríguez Echavarría perdió la vida en 1990 en un accidente aéreo en el que desapareció sobre el Canal de la Mona.